# 船岡駐屯地
船岡駐屯地（ふなおかちゅうとんち）は、宮城県柴田郡柴田町大字船岡字大沼端1-1に所在し、第2施設団等が駐屯する陸上自衛隊の駐屯地である。

## 概要
船岡駐屯地司令は、陸将補（二）で第2施設団長が兼務。最寄の演習場は、岩沼訓練場。
日中戦争の開戦に伴い、船岡村（1941年町制施行。現柴田町の一部）に大日本帝国海軍の火薬製造施設が建設されたが、終戦に伴い廃止された。戦後占領期には進駐軍が駐留したが縮小・撤退に至ったため、跡地に町が様々な誘致活動を行い、陸上自衛隊が移駐し、いくつかの企業も工場を設置した。しかし、手狭だったために現在地に移転し、船岡駐屯地となった。従前の駐屯地の跡地には、1967年（昭和42年）に仙台大学が設置された。
なお、現駐屯地内の湯場地区にはかつて温泉旅館が2軒あったが、海軍火薬支廠の設置により立ち退きさせられた。しかし、現在も源泉から温泉が湧出している。
陸上自衛隊の中でも有数のラグビーが盛んな駐屯地としても知られる。

## 沿革
日本海軍
- 1937年（昭和12年）12月：海軍火薬廠増設の建設開始[3]。

- 1938年（昭和13年）4月：海軍火薬本廠（神奈川県）に対し、「海軍火薬支廠」が、現在の仙台大学のキャンパスがある場所などに開廠。
- 1941年（昭和16年）4月21日：「第一海軍火薬廠」に改組（神奈川の本廠は第二海軍火薬廠に改組）。

アメリカ軍
- 1945年（昭和20年）
  - 8月：終戦により米軍が接収。
  - 11月1日：同廠閉鎖。進駐軍のキャンプとして使用[1][3]。
- 1949年（昭和24年）：同キャンプの進駐軍が駐留規模を縮小し始めた[1]。

警察予備隊船岡駐屯地（宮城県柴田郡柴田町船岡南2-2-18）
- 1950年（昭和25年）10月：警察予備隊船岡部隊移駐。
- 1951年（昭和26年）5月1日：警察予備隊第1管区隊第6連隊第3大隊および第901輸送車両中隊が船岡駐屯地において新編。第901輸送車両中隊が旧立川駐屯地へ移駐。
- 1952年（昭和27年）1月19日：部隊改編により、第6連隊第3大隊が第5連隊第3大隊に改称。

保安隊船岡駐屯地
- 1952年（昭和27年）10月15日：保安隊の船岡駐屯地となる[4]。

陸上自衛隊船岡駐屯地
- 1954年（昭和29年）
  - 7月1日：陸上自衛隊に移管[5]。
  - 10月25日：第6管区隊偵察中隊が新町駐屯地から移駐。
- 1956年（昭和31年）
  - 1月25日：第1補給整備支援群（陸上自衛隊東北補給処の前身）が編成完結。
  - 3月31日：第6管区隊偵察中隊が大和駐屯地に移駐。

- 1958年（昭和33年）5月1日：第1補給整備支援群が北仙台駐屯地に移転し、一時閉鎖[6]。

陸上自衛隊
- 1958年（昭和33年）6月5日：米軍の接収地全面返還。
- 1960年（昭和35年）3月15日：火薬廠跡地の一部に第103建設大隊が豊川駐屯地から移駐。

陸上自衛隊船岡駐屯地（再開設）
- 1960年（昭和35年）3月31日：船岡駐屯地を再開設[7]。
- 1962年（昭和37年）8月15日：東北地区補給処船岡弾薬支処が発足。

陸上自衛隊船岡駐屯地（移転：宮城県柴田郡柴田町大字船岡字大沼端1-1）
- 1963年（昭和38年）：陸上自衛隊の設備増強のため、現在の船岡駐屯地に移転（跡地には仙台大学が設置された）。
  - 8月1日：第2施設団本部が仙台駐屯地から移駐。団長が船岡駐屯地司令に職務指定。
- 1974年（昭和49年）3月26日：第103建設大隊が第10施設群に改編。
- 2006年（平成18年）3月27日：第2施設団改編。東北方面隊の後方支援体制変換に伴い、整備部門を東北方面後方支援隊第105施設直接支援大隊に移管。
- 2010年（平成22年）3月26日：第10施設群改編。施設中隊を機能別中隊に改編。第304施設器材中隊および第303坑道中隊を廃止。
- 2017年（平成29年）3月27日：第301水際障害中隊が第2施設団直轄となる[8]。
- 2018年（平成30年）3月27日：第10施設群改編。第385施設中隊を廃止。

## 駐屯部隊・機関

### 東北方面隊隷下部隊
- 第2施設団
  - 第2施設団本部
  - 第2施設団本部付隊
  - 第10施設群
  - 第104施設器材隊
  - 第301水際障害中隊
  - 第312ダンプ車両中隊
- 東北方面後方支援隊
  - 第105施設直接支援大隊：第2施設団を支援
- 陸上自衛隊東北補給処
  - 船岡弾薬支処
- 東北方面会計隊
  - 第416会計隊
- 東北方面システム通信群
  - 第103基地システム通信大隊
    - 第303基地システム通信中隊
      - 船岡派遣隊
- 船岡駐屯地業務隊

### 防衛大臣直轄部隊
- 東北方面警務隊
  - 第124地区警務隊
    - 船岡連絡班

### 共同の機関
- 自衛隊宮城地方協力本部
  - 船岡地区援護センター

## 最寄の幹線交通
- 高速道路：東北自動車道白石IC/村田IC
- 一般道：国道4号、国道6号、国道113号、国道349号、宮城県道14号亘理大河原川崎線、宮城県道28号丸森柴田線、宮城県道50号白石柴田線、宮城県道110号大河原高倉線、宮城県道114号角田柴田線
- 鉄道：JR東日本東北本線 船岡駅、阿武隈急行線 東船岡駅
- 港湾：仙台塩釜港（特定重要港湾）、石巻港（重要港湾）
- 飛行場：仙台空港（第二種空港）、霞目飛行場（その他の飛行場）

## 重要施設
- 仙南変電所（超高圧変電所）（柴田郡柴田町）
- 玉浦変電所（二次変電所）（岩沼市）
- JAXA角田宇宙センター（角田市）
- 山元対空通信所（亘理郡山元町）
- 南部山浄水場（白石市）
- 七ヶ宿ダム（刈田郡七ヶ宿町）
- 釜房ダム（柴田郡川崎町）

## アクセス
- JR東北本線・船岡駅より徒歩15分。
- 阿武隈急行阿武隈急行線・東船岡駅より徒歩20分